# Вижниця (станція)
Ви́жниця — тупикова залізнична станція 4-го класу  Івано-Франківської дирекції Львівської залізниці на неелектрифікованій лінії Завалля — Вижниця (завдовжки 39,4 км). Розташована в однойменному місті Вижницького району Чернівецької області.
Через недбальство АТ «Укрзалізниця» допущено занепад ділянки з послідуючою непридатністю шпал для руху потягів з 2022 року. 

## Історія
Станція відкрита 1895 року. 
Під час перебування під польською владою, поляки планували з'єднати залізницею Кути з Вижницею, про що підписали у 1929 році угоду з Румунією, однак лише формальний обмін ратифікаційними документами «в найшвидшому часі» в них зайняв понад два роки. Залізниця тоді була прокладена до населених пунків Тюдів, Розтоки та Білоберізки.

## Пасажирське сполучення
До 18 березня 2020 року приміське сполучення здійснювалося вантажно-пасажирськими поїздами сполученням Чернівці — Вижниця. Наразі приміське пасажирське сполучення лінією припинено на невизначений термін, а на станції здійснюється лише рух вантажних поїздів.